# Бриџвотер (Ајова)
Бриџвотер (енгл. Bridgewater) град је у америчкој савезној држави Ајова. По попису становништва из 2010. у њему је живело 182 становника.

## Демографија
Према попису становништва из 2010. у граду је живело 182 становника, што је 4 (2,2%) становника више него 2000. године.
| Група             | 2000.       | 2010.       |
| Белци             | 177 (99,4%) | 173 (95,1%) |
| Афроамериканци    | 0 (0,0%)    | 0 (0,0%)    |
| Азијати           | 0 (0,0%)    | 1 (0,5%)    |
| Хиспаноамериканци | 1 (0,6%)    | 1 (0,5%)    |
| Укупно            | 178         | 182         |